# Ettore Mazzucco
Ettore Mazzucco (Casale Monferrato, 21 febbraio 1865 – Casale Monferrato, 8 settembre 1937) è stato un militare e politico italiano.

## Biografia
Soldato volontario nel 2º battaglione d'istruzione nel 1882, passato in seguito all'accademia militare di Modena, dalla quale esce nel 1887 col grado di sottotenente, dal 1910 al 1914 è in Somalia, dove combatte contro i ribelli sul medio Uebi-Scebeli e partecipa alle ricognizioni per l'occupazione dello Scidle. Nella prima guerra mondiale, col grado di maggiore, partecipa ai combattimenti sul Col di Lana guadagnandosi una medaglia d'argento e la promozione a colonnello.
Sul finire del 1916, dopo aver preso parte ad una missione militare negli Stati Uniti, al comando prima del 139º fanteria e quindi, da brigadiere generale, della brigata Macerata, prende parte alla difesa di monte Asclone e si guadagna una seconda medaglia d'argento.
Cessate le ostilità rimane per un lungo periodo in licenza a seguito di infermità insorte durante le operazioni di guerra. A partire dal 1920, collocato in posizione ausiliaria dietro sua domanda, si dedica all'impegno politico nel movimento dei Fasci italiani di combattimento; fondatore del Fascio di Casale, si distingue per la repressione dei moti antifascisti nella zona del Monferrato a mezzo di squadre d'azione e scampa anche ad un attentato. Nel 1921 si candida nel collegio di Alessandria nella lista del blocco nazionale, assume la presidenza del gruppo parlamentare fascista alla Camera del Regno e si occupa in modo particolare dei bilanci delle colonie e dei rendiconti sulle spese di guerra. Rieletto nel 1924 è membro della Giunta generale del bilancio. Al termine della legislatura viene nominato senatore a vita come deputato "dopo tre legislature o sei anni di esercizio".
È stato podestà di Alessandria, presidente dell'Istituto nazionale per le case degli impiegati statali, ha fatto parte dei consigli del contenzioso diplomatico e superiore coloniale, della Commissione per la delimitazione dei confini con la Jugoslavia e del direttorio nazionale del PNF.